# Zeja (rivier)
De Zeja (Russisch: Зе́я; Mantsjoe: Jingkiri bira) is een 1242 kilometer lange zijrivier van de Amoer. Ze ontspringt in het Stanovojgebergte. De Zeja stroomt door het Zejareservoir en mondt uit in de Amoer nabij de stad Blagovesjtsjensk.
De belangrijkste zijrivieren van de Zeja zijn de Tok, Moelmoega, Brianta, Giljoej en Oerkan via de rechteroever en de Koepoeri, Agri, Dep, Selemdzja en de Tom via de linkeroever.
De rivier is bevroren van november tot mei. Ze is bevaarbaar en heeft enkele belangrijke rivierhavens op haar oevers waaronder Zeja, Svobodny, en Blagovesjtsjensk.